# Psihologia artei
Psihologia artei analizează experiența estetică prin demersuri empirice. A fost fondată în 1876 de G.T. Fechner.

## Teme de cercetare
Teme de cercetare ale psihologiei artei de-a lungul timpului au fost: preferința, gustul, cercetarea numărului de aur, rolul factorilor culturali în experiența estetică.

## Reprezentanți
Psihologi care s-au aplecat asupra studiului experienței estetice au fost: G.T. Fechner (fondator), E. Mach, Wilhem Wundt, H. von Helmholtz, G.D. Birkoff, Hans Eysenck, R. Frances, F.Molnar, D. Berlyne.